# FK Yangiyer
El FK Yangiyer es un equipo de fútbol de Uzbekistán que milita en la Primera División de Uzbekistán, la segunda liga de fútbol más importante del país.

## Historia
Fue fundado en el año 1960 en la ciudad de Yangiyer, en la Provincia de Sirdaryo con el nombre Zelinnik Yangiyer. En el año 2005 se fusionaron con el FK Guliston para crear al Sirdaryo Guliston, pero la alianza se vino abajo dos años más tarde y se separaron. Nunca han podido ganar la Liga de fútbol de Uzbekistán, liga en la cual no juegan desde la temporada de 1997.
A nivel internacional han participado en 1 torneo continental, en la Recopa de la AFC 1995-96, en la cual fueron eliminados en la segunda ronda por el Al-Talaba de Siria.

## Palmarés
- Copa de Uzbekistán: 0
  - Finalista: 1

1994

## Participación en competiciones de la AFC
| Temporada | Torneo           | Ronda | Club          | Resultado |
| --------- | ---------------- | ----- | ------------- | --------- |
| 1995/96   | Recopa de la AFC | 1     | Turan Dasoguz | 3-0, 1-1  |
| 1995/96   | Recopa de la AFC | 2     | Al-Talaba     | 2-1, 0-2  |

## Jugadores destacados
- Berador Abduraimov
- Nikolai Kulikov
- Igor Shkvyrin
- Ilhom Suyunov